# Миколай Зацвіліховський
Миколай (Микола)  Зацвіліховський  (пол. Mikołaj Zaćwilichowski, *бл. 1610 — ?) — шляхтич, військовик та воєначальник. Кум гетьмана Богдана Хмельницького.

## З життєпису
Розбив рештки татар, що вціліли після Охматівської битви 1644 року. У 1646—1647 роках комісар «з управління козаками». 
Після початку повстання Хмельницького проти Речі Посполитої зайняв ворожу до кума позицію та став до лав урядового війська.Воював проти повстанців під час облоги Збаража. Після припинення бойових дій (24 липня) гетьман Б. Хмельницький викликав його до себе для перемовин, разом з ним був, зокрема, Микола Кисіль.